# Elsbeth Heinzle
Elisabeth « Elsbeth » Heinzle, née en 1949, morte le 9 août 2002, est une coureuse de fond autrichienne spécialisée en course en montagne. Elle a remporté la Coupe internationale de la montagne en 1991.

## Biographie
Passionnée de montagne, Elsbeth pratique dans un premier temps l'alpinisme. Peu avant ses quarante ans, elle découvre la discipline de course en montagne et ne tarde pas à y démontrer de bons résultats. En 1988, elle remporte le premier de ses cinq titres de championne du Vorarlberg de la discipline. Le 27 août 1989, elle s'impose à la course de montagne du Kitzbüheler Horn, puis le 14 octobre 1989, elle décroche sa première médaille au niveau national en se parant d'argent lors des championnats d'Autriche de course en montagne à Sankt Marein bei Wolfsberg, largement battue par Elisabeth Singer.
Elle connaît une bonne saison 1991 en Coupe internationale de la montagne (CIME) et se retrouve à la lutte pour la tête du classement avec la double tenante du titre, la Suissesse Noëlle Julien, les deux athlètes s'échangeant le commandement à plusieurs reprises,. Le 11 août, elle prend le départ de Sierre-Zinal et effectue une solide course pour décrocher la troisième marche du podium à 30 secondes de la Britannique Sally Goldsmith. Décrochant plusieurs autres podiums et s'imposant notamment à Fully-Sorniot, elle parvient à remporter le classement de la CIME avec 202 points contre 193 pour sa rivale Noëlle Julien.
Le 15 juillet 1995, elle décroche son meilleur résultat dans un championnat international en terminant dixième et meilleure Autrichienne du Trophée européen de course en montagne à Gap, à 46 ans.
Le 23 août 1998, elle prend part à la première édition des championnats du monde vétérans de course en montagne courus dans le cadre de la course de montagne du Kitzbüheler Horn. Elle remporte le titre dans sa catégorie d'âge W45 en devençant de plus de 20 minutes sa plus proche rivale Ruth Heise. Deux ans plus tard, elle remporte son second titre de championne du monde vétéran dans la catégorie W50 à Dubnica nad Váhom.
Elle prend part à sa dernière compétition le 29 juin 2001 à la course de montagne du Feuerkogel. Apprenant qu'elle est atteinte d'un cancer, elle subit une longue hospitalisation puis une opération mais sans succès. Elle décède le 9 août 2002.

## Vie privée
Ses trois enfants, Florian, Cornelia et Friederike, pratiquent tous également la course en montagne,.

## Palmarès
| no   | féminin            | Course                                                     | Longueur | Départ            | Temps           |
| ---- | ------------------ | ---------------------------------------------------------- | -------- | ----------------- | --------------- |
|      | Médaille d'or      | Course de montagne du Kitzbüheler Horn                     | 12,9 km  | 27 août 1989      | 1 h 19 min 32 s |
|      | Médaille de bronze | Course de montagne du Kitzbüheler Horn                     | 12,9 km  | 26 août 1990      | 1 h 17 min 49 s |
|      | Médaille d'argent  | Course de montagne du Hochfelln                            | 8,4 km   | 23 septembre 1990 | 56 min 25 s     |
|      | Médaille d'argent  | Course de montagne de Gamperney                            | 8,1 km   | 26 mai 1991       | 54 min 37 s     |
|      | Médaille de bronze | Sierre-Zinal                                               | 31 km    | 11 août 1991      | 3 h 20 min 54 s |
|      | Médaille d'argent  | Neirivue-Moléson                                           | 20 km    | 18 août 1991      | 1 h 59 min 7 s  |
|      | Médaille de bronze | Course de montagne du Kitzbüheler Horn                     | 12,9 km  | 25 août 1991      | 1 h 16 min 37 s |
|      | Médaille de bronze | Course de montagne du Hochfelln                            | 8,4 km   | 27 septembre 1992 | 54 min 1 s      |
| 44e  | Médaille d'or      | Neirivue-Moléson                                           | 20 km    | 15 août 1993      | 2 h 1 min 23 s  |
|      | Médaille d'or      | Course Montreux-Les-Rochers-de-Naye                        | 18,8 km  | 25 juin 1995      | 1 h 59 min 32 s |
|      | Médaille d'argent  | Course Inferno du Schilthorn                               | 19,7 km  | 26 août 1995      | 2 h 26 min 18 s |
| 152e | Médaille d'or      | Championnats du monde vétérans de course en montagne - W45 | 12,9 km  | 23 août 1998      | 1 h 22 min 49 s |
|      | Médaille d'or      | Championnats du monde vétérans de course en montagne - W50 | 7,4 km   | 5 août 2000       | 40 min 9 s      |